# Вольферчвенден
Вольферчвенден (нім. Wolfertschwenden) — громада в Німеччині, знаходиться в землі Баварія. Підпорядковується адміністративному округу Швабія. Входить до складу району Унтеральгой. Складова частина об'єднання громад Бад-Грененбах.
Площа — 14,26 км2. Населення становить 2036 ос. (станом на 31 грудня 2020).

## Галерея

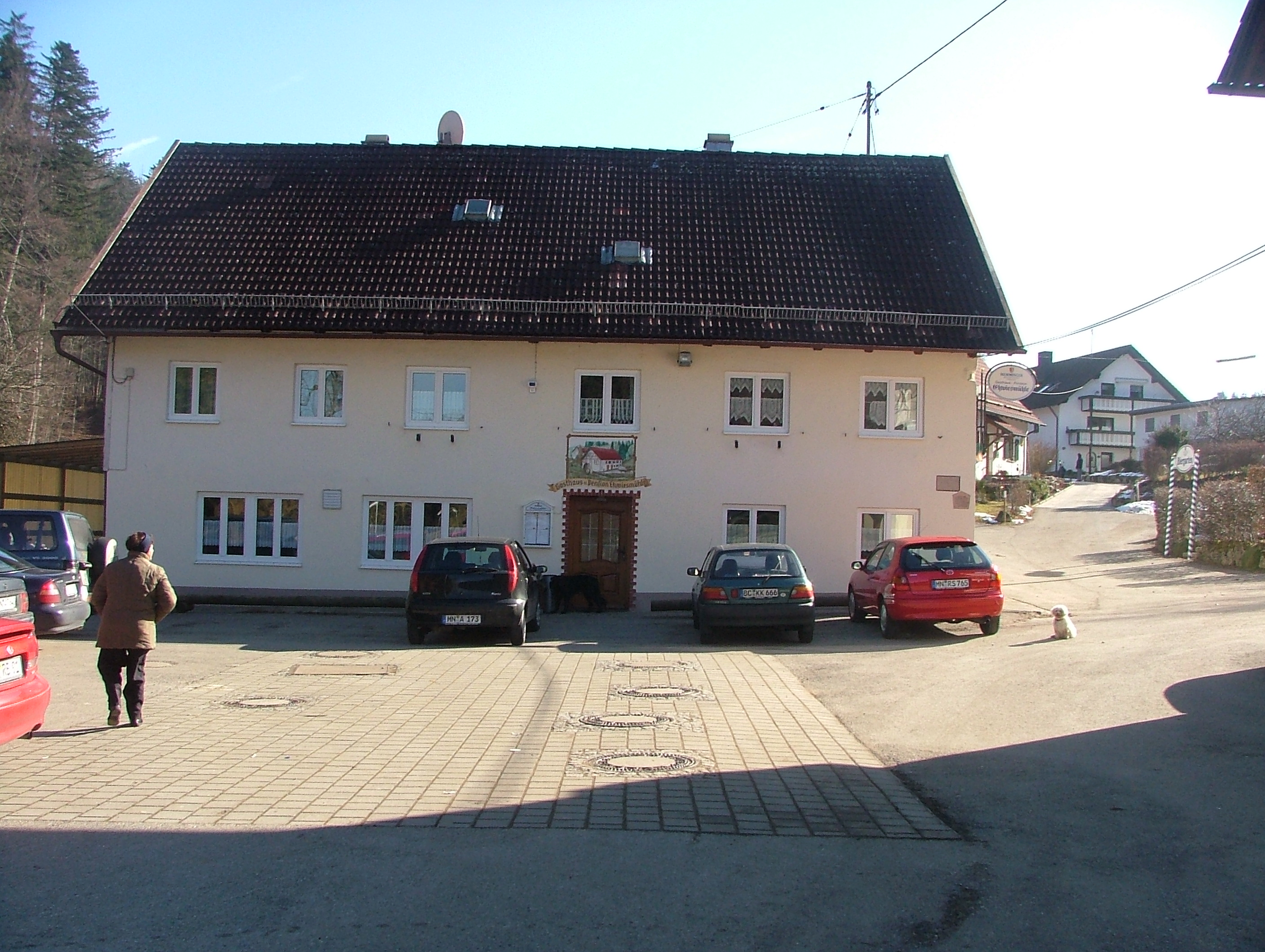